# Muza
Muze (grč. Μοῦσαι, Mousai) u grčkoj mitologiji boginje su zaštitnice pjesništva, umjetnosti i znanosti. Ima ih devet, a vođa im je bio Apolon. Vjerovalo se da Muze nadahnjuju slikare, glazbenike i pjesnike, a riječ muza upotrebljava se u prenesenom značenju za onoga tko nadahnjuje umjetnika.

## Porijeklo
Prema Heziodovoj Teogoniji, Muze su kćeri Zeusa, kralja bogova, i Mnemozine, boginje pamćenja. Alkmen i Mimnermo govore da su Muze kćeri Urana i Geje. Pauzanije tvrdi da su postojala dva naraštaja Muza - prve su Muze kćeri Urana i Geje, a druge su kćeri Zeusa i Mnemozine. Još je postojalo jedno vjerovanje da su Harmonijine kćeri, no to je u kontradikciji s mitom u kojem plešu na Harmonijinu vjenčanju s Kadmejom.

## Nazivlje
Bile su vodene nimfe, povezane s helikonskim i pirenskim izvorom, znane i kao Pieride. Rimljani su imali nešto slično u nimfama Kamenama (izvor Camenae). Posebno su ih štovali u Beotiji, kod Helikona, u Delfima i na Parnasu, gdje je Apolon postao poznat kao vođa muza - Apollon Mousagetes.
Muze su se ponekad nazivale Aganipidama jer su se vezale uz izvor Aganipe.  Još su dva izvora - Hipokren i Piren - bila važna za Muze. Još jedan naziv za Muze bio je Korikide ili korikijske nimfe prema Korikijskoj špilji na Parnasu.
Grčka riječ mousa označava pjesmu. Kod Pindara "nositi Muzu" znači "pjevati pjesmu". Riječ (i "muzika" također) možda potječe iz praindoeuropskog korijena *men- koji znači "misliti" (stind. manyate, lat. memini = "sjećam se", stsl. mьněti = "mniti", lit. miñti, got. ga-munds = "sjećanje" > engl. mean, njem. meinen). Pri tome mousike (muzika, glazba) = "umjetnost Muza". Druga je vjerojatnost da potječe od korijena *mont- = "planina", jer su živjele na brdu Helikonu.

### Muze
Prema Pauzaniju, postojale su tri izvorne Muze - Aoida (grč. Αοιδη = "pjesma", "glas"), Meleta (grč. Μελετη = "vježba", "prilika") i Mnema (grč. Μνήμη = "sjećanje"), tzv. starije Muze. U Delfima su štovane kao Neta, Mesi i Hipata, što su ujedno i imena triju žica lire. Poslije je pridružena i četvrta Muza - Arha (Άρχή, Arche).
Ovo je kanonskih devet "mlađih Muza":
- Euterpa (Ευτέρπη = "razveseljavanje")

Zaštitnica glazbe, lirike. Atribut joj je dvocijevna frula ili flauta.
- Kaliopa (Καλλιόπη = "lijepa glasa")

Zaštitnica epskog pjesništva i govorništva. Atributi su joj voštana pločica i pisaljka ili pak svitak papira.
- Klio (Κλειώ = "slava")

Zaštitnica povijesti i junačkog pjesništva. Atributi su joj svitak papirusa i lovorov vijenac.
- Erato (Ερατώ = "ljupka")

Zaštitnica ljubavnog i himničkog pjesništva. Atribut joj je lira ili pak kitara.
- Melpomena (Μελπομένη = "pjevačica")

Zaštitnica tragedije. Atributi su joj tragična maska, koturni, bršljanov vijenac.
- Polihimnija (Πολυμνία = "bogata himnama")

Zaštitnica svete pjesme i himni, a također i agrikulture i pantomime. Atributi su joj veo i plašt.
- Terpsihora (Τερψιχόρη = "užitak plesa")

Zaštitnica plesa. Atributi su joj lira, cimbali, lovorov vijenac.
- Talija (Θάλεια = "cvjetna")

Zaštitnica komedije i bukolike. Atributi su joj komična maska, pastirski štap, bršljanov vijenac.
- Uranija (Ουρανία = "nebeska")

Zaštitnica astronomije. Atribut joj je globus.
- Dounia (Κόσμος = "svijet" (za mene))

Zaštitnica umjetnosti. Atributi su joj prekrasne oči, čarobne usne, božanstveno tijelo, predivan um.
Poznata mnemotehnička metoda za pamćenje imena muza naziva se "TUM PECCET". (lat. "neka ne griješi"). U renesansi su prikazivane s navedenim atributima.
Platon je klasičnu pjesnikinju Sapfu s otoka Lezbosa prozvao desetom Muzom zbog svoje slave i darovitosti.

### Mitologija
Muze su sudile na natjecanju između Apolona i Marsije. Pokopale su Orfejovo tijelo, Kaliopina sina i nećaka ostalih osam Muza. Oslijepile su Tamirisa zbog drskosti kad ih je izazvao na nadmetanje.
Muze sjede blizu Zeusova trona te pjevaju o njegovoj moći, povijesti svijeta i herojima.

## Invokacije
- Homer: Odiseja

O junaku mi kazuj, o Muzo, o prometnom onom

Koji se mnogo naluto razorivši presvetu Troju

(...)

I nama, Zeusova kćeri, pripovjedi o tome svemu!

- Vergilije: Eneida
- Dante: Božanstvena komedija

- Kaliopa
- Klio
- Erato
- Euterpa
- Melpomena
- Polihimnija
- Terpsihora
- Talija
- Uranija
- Muze, sarkofag iz 2. st.
- Apolon i Muze
- Muza, detalj s vaze, 5. st. pr. Kr.

## Vanjske poveznice
- Izvorne Muze u klasičnoj literaturi (engl.)
- Muze u klasičnoj literaturi i umjetnosti (engl.)
  - Euterpa u klasičnoj literaturi i umjetnosti (engl.)
  - Kaliopa u klasičnoj literaturi i umjetnosti (engl.)
  - Klio u klasičnoj literaturi i umjetnosti (engl.)
  - Erato u klasičnoj literaturi i umjetnosti (engl.)
  - Melpomena u klasičnoj literaturi i umjetnosti (engl.)
  - Polihimnija u klasičnoj literaturi i umjetnosti (engl.)
  - Talija u klasičnoj literaturi i umjetnosti (engl.)
  - Terpsihora u klasičnoj literaturi i umjetnosti (engl.)
  - Uranija u klasičnoj literaturi i umjetnosti (engl.)